# 베이트땃쥐
베이트땃쥐(Crocidura batesi)는 땃쥐과에 속하는 포유류의 일종이다. 콩고공화국과 적도기니 그리고 가봉에서 발견된다. 자연서식지는 아열대 또는 열대 기후 지역의 습윤 저지대 숲이다.